# Dichaetocoris pinicola
Dichaetocoris pinicola är en insektsart som beskrevs av Knight 1968. Dichaetocoris pinicola ingår i släktet Dichaetocoris och familjen ängsskinnbaggar. Inga underarter finns listade i Catalogue of Life.